# Fromage blanc
Fromage blanc (UK: /ˌfrɒmɑːʒ ˈblɒ̃/; phát âm tiếng Pháp: [fʁɔmaʒ blɑ̃]; hay còn được biết đến với cái tên maquée) là một loại pho mát tươi có nguồn gốc xuất xứ từ phía Bắc nước Pháp và phía Nam nước Bỉ. Cái tên này có nghĩa là "pho mát trắng" trong tiếng Pháp. Fromage frais ("pho mát tươi") khác so với fromage blanc 
trong đó, theo pháp luật của Pháp, fromage frais phải chứa vi khuẩn sống khi bán, trong khi với fromage blanc, quá trình lên men đã bị ngưng lại.
Fromage blanc là một loại phô mai mềm được làm từ sữa nguyên chất hoặc tách béo và kem. Đây là một chất bán lỏng, dạng kem, sệt. Fromage blanc nguyên chất hầu như không chứa chất béo, nhưng kem thường được thêm vào để tăng thêm hương vị, điều này cũng làm tăng thêm hàm lượng chất béo, lên tới 8% tổng trọng lượng.
Fromage blanc có thể được phục vụ như món tráng miệng tương tự như sữa chua, thường được thêm trái cây, phết lên bánh mì, làm mứt hoặc dùng trong các món mặn. Ở nhiều nước phương Tây, fromage blanc được bán trong siêu thị cùng với sữa chua.